# 寿徳寺 (秦野市)

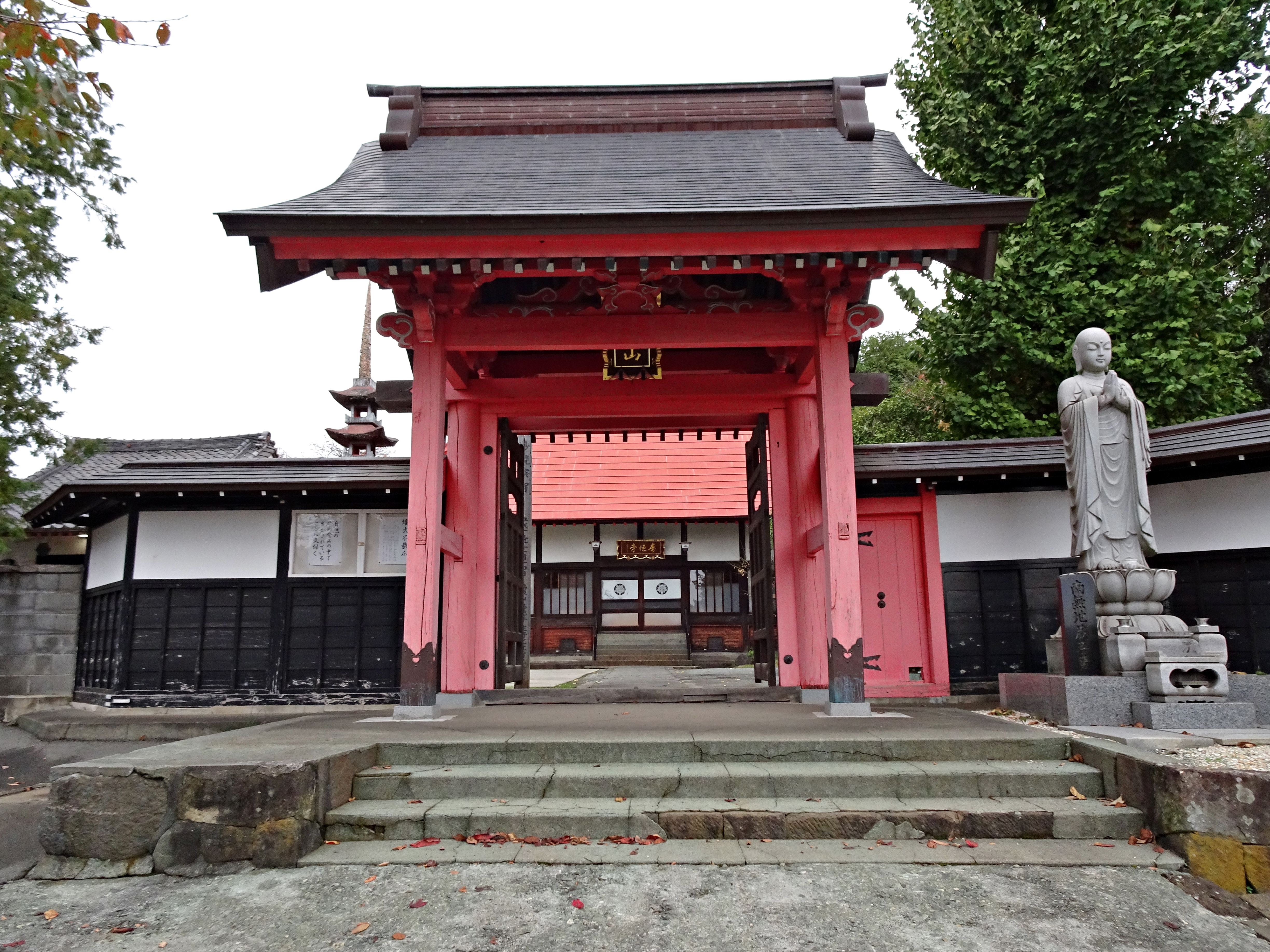
寿徳寺山門

寿徳寺（じゅとくじ）は神奈川県秦野市にある曹洞宗の寺院。

## 境内
- 百番観音堂[2] : 元は栄螺堂と称して寛政12年（1800年）9月創建、秦野市尾尻86番地3号にあったが、その後この地に移転した。西国三十三番、坂東三十三番、秩父三十四番を一堂に併せて百番とし、「百番観世音」と称した。

## 所在地情報

### 所在地
- 神奈川県秦野市大秦町3番12

### 交通
- 鉄道
  - 秦野駅（小田急電鉄小田原線）

## その他
- 寿徳寺湧水[3] : 名水百選、秦野盆地湧水群[4][5]。秦野市水道局の水源。